# 678. grenadirski polk (Wehrmacht)
678. grenadirski polk (nemško 678. Grenadier-Regiment) je bil pehotni polk Heera v času druge svetovne vojne.

## Zgodovina
Polk je bil ustanovljen 15. oktobra 1942 in dodeljen 332. pehotni diviziji. 11. avgusta 1943 je bil polk razpuščen, ostanki pa priključeni 676. grenadirskemu polku.